# 1997년 칸 영화제
제50회 칸 영화제는 1997년 5월 7일부터 1997년 5월 18일까지 열린 영화제이다. 프랑스 칸에서 개최되었다.

## 수상

### 황금종려상
- 우나기 - 이마무라 쇼헤이 수상
- 체리향기 - 압바스 키아로스타미 수상
- 브레이브 - 조니 뎁
- 웰컴 투 사라예보 - 마이클 윈터바텀
- 아이스 스톰 - 이안
- 웨스턴 - 마뉴엘 뿌와리에
- 달콤한 후세 - 아톰 에고이안
- 더 홀 - 닉 카사베츠
- 뱀의 키스 - 필립 루셀롯

### 심사위원대상
- 달콤한 후세 - 아톰 이고얀 수상

### 감독상
- 해피 투게더 - 왕가위 수상

### 각본상
- 아이스 스톰 - 제임스 샤머스 수상

### 여우주연상
- 닐 바이 마우스 - 캐시 버크 수상

### 남우주연상
- 더 홀 - 숀 펜 수상

### 명예 황금종려상
- 잉그마르 베르히만 수상

### 황금카메라상
- 수자쿠 - 가와세 나오미 수상

### 심사위원특별상
- 웨스턴 - 마뉴엘 뿌와리에 수상

### 주목할 만한 시선
- 내 안에 우는 바람 - 전수일